# Héctor Méndez
Héctor Méndez   (Buenos Aires, 1 d'agost de 1897 - Buenos Aires, 13 de desembre de 1977) va ser un boxejador argentí que va competir durant la dècada de 1920.
El 1924 va prendre part en els Jocs Olímpics de París, on guanyà la medalla de plata de la categoria del pes wèlter, del programa de boxa. Fou l'abanderat del seu país als Jocs Olímpics d'Amsterdam de 1928.